# Who Am I - Kein System ist sicher
Cine sunt eu ( germană Who Am I – Kein System ist sicher  cu sensul de "Cine sunt eu: Niciun sistem nu este sigur") este un film techno-thriller german în regia lui Baran bo Odar.   Este centrat pe un grup de hackeri de la Berlin, care atrage atenția Serviciilor Secrete Germane.  A fost proiectat  în secțiunea Contemporary World Cinema la Festivalul Internațional de Film de la Toronto din 2014 .  Filmul a fost realizat în Berlin și Rostock.  Din cauza povestirii sale și a unor elemente, filmul este adesea comparat cu Fight Club și cu Mr. Robot.

## Prezentare
Benjamin Engel, un hacker din Berlin, se află într-o cameră de interogatorii. Ofițerul responsabil îi spune Hannei Lindberg, șefa Diviziei Cyber a Europol, că Benjamin i-a cerut să efectueze interogatoriul. Benjamin declară că are informații despre FRI3NDS, un grup notoriu de hacking de patru membri conectați la mafia rusă cibernetică și MRX, un hacker infam cunoscut pe Darknet; el îi spune că îi poate da pe amândoi lui Hanne dacă îl ascultă. Neavând de ales, Hanne ia loc. 
Benjamin îi spune Hannei cum ar fi el ca un super-erou: ca mulți eroi, nici el nu are părinți; el nu s-a întâlnit niciodată cu tatăl său care și-a abandonat familia când s-a născut Benjamin iar mama sa s-a sinucis când avea 8 ani. El trăiește singur cu bunicul său bolnav. El consideră că "superputerea" sa este invizibilitatea, deoarece nu a fost niciodată observat de majoritatea oamenilor în timpul copilăriei, din cauza faptului că el era incomod social. El spune că a învățat programare și a spart primul său sistem când avea 14 ani. Deși se simțea ca un ratat în viața reală, simțea un sentiment de apartenență la Internet. În timp ce petrecea cea mai mare parte a timpului pe Darknet, el a întâlnit eroul expert în hacking, MRX, a cărui identitate nimeni nu o cunoaște și care poate hăckui orice sistem. Benjamin aspiră să fie ca el. 
Cu toate acestea, deoarece el nu a putut să urmeze cursurile la Universitate, a lucrat ca băiat de livrare a pizzei pentru plata facturilor. El îi spune Hannei că, într-o seară în timp ce aducea pizza la un grup de studenți, a văzut-o pe Marie, o fată de care se îndrăgostise când era la școală. După ce a auzit de problemele ei cu examenele, a decis s-o ajute și să fie un "super-erou". S-a dus la Universitatea, a intrat în servere pentru a descărca întrebările examenului, dar a fost prins de un gardian și a fost arestat. În lipsa cazierului judiciar anterior, el a fost forțat să facă muncă în folosul comunității ca pedeapsă. 

## Distribuție
- Tom Schilling în rolul lui Benjamin Engel
- Elyas M'Barek ca Max
- Hannah Herzsprung ca Marie
- Wotan Wilke Möhring ca Stephan
- Antoine Monot, Jr. ca Paul
- Trine Dyrholm ca Hanne Lindberg
- Stephan Kampwirth ca Martin Bohmer
- Leonard Carow ca MRX

## Recepție
Filmul a avut premiera în secțiunea Contemporary World Cinema la Festivalul Internațional de Film de la Toronto din 2014. 
Filmul a fost prezentat la cel de-al 17-a ediție a Festivalului de Film al Uniunii Europene. 
Filmul a câștigat trei premii germane de film și premiul Bambi pentru cel mai bun film german. 

## Alte versiuni
Warner Bros. a încheiat un acord în 2014 pentru a reface filmul.  David Goyer este pregătit să regizeze filmul. Scenariul va fi scris de Dan Wiedenhaupt, care a scris filmul regizat de Albert Hughes The Solutrean . Filmul va fi produs de Goyer și compania lui Phantom Four, alături de Kevin Turen și Kevin McCormick de la Langley Park. 